# Akounak Tedalat Taha Tazoughai
Akounak Tedalat Taha Tazoughai es una película de drama musical de 2015 dirigida por Christopher Kirkley y coproducida por Sahel Sounds, L'Improbable y Tenere Films. Es la primera película de ficción realizada en idioma tuareg. Está basada en los incidentes de la vida real del famoso músico Mdou Moctar.

## Sinopsis
Un guitarrista y compositor, Mdou Moctar, se enfrenta las adversidades de querer ser músico en una comunidad del desierto de Níger.

## Elenco
- Mdou Moctar como él mismo
- Kader Tanoutanoute como Kader
- Fatimata Falo como Madre
- Rhaicha Ibrahim como Rhaicha
- Ahmoudou Madassane como Ahmoudou
- Abdoulaye Souleymane como padre

## Producción
Fue rodada en Agadez, Níger. Recibió críticas positivas y ganó varios premios en festivales de cine internacionales. Es un homenaje al drama de rock de 1984 de Prince, Purple Rain. El título se traduce como "Lluvia del color azul con un poco de rojo", debido a que no existe una palabra para "púrpura" en idioma tuareg.